# Silene alexandrae
Silene alexandrae là loài thực vật có hoa thuộc họ Cẩm chướng. Loài này được B.Keller miêu tả khoa học đầu tiên năm 1912.